# Geranium donianum
Geranium donianum là một loài thực vật có hoa trong họ Mỏ hạc. Loài này được Sweet mô tả khoa học đầu tiên năm 1827.